# 垂水佐敏

垂水佐敏

垂水 佐敏（たるみ さとし、1946年9月19日）は大阪府出身、関西大学文学部卒業。
博報堂の元クリエイティブディレクター。

京都造形芸術大学 情報デザイン学科元教授。映像演出家、作詞家でもある。広告セミナー講師経験多数。

## 概要
1971年に博報堂に入社後、コピーライター、CMプランナー、クリエィティブディレクターとして広告制作に携わり、松下電器、大日本除虫菊、サントリー、トヨタ自動車、日清食品、サムスン電子等を担当した。
世界的に有名な広告賞であるカンヌ・ライオンズでは金賞・銀賞・銅賞あわせて12作品受賞したほか、クリオ賞、ＩＢＡを受賞している。日本のCMで最高賞となるACC賞グランプリ、TCC賞、OCC賞、電通賞制作者賞、よみうり広告大賞、フジサンケイ広告大賞、朝日広告賞、毎日広告デザイン賞など受賞。ちなみにACC賞はこれまでに70作品以上が入賞している。
2003年より韓国ソウルのCheil WorldwideにVICE PRESIDENT ECD CREATIVE SPECIAL ADVISORとして博報堂より出向。三星電子のSENS・PAVV・デジタルプラザ、CJ社のダシダ純・SPAM・ビートクイックなどの韓国キャンペーンを手がけ、韓国TVCM.comグランプリや新聞広告大賞ほか多数をの賞を受賞。
また、宣伝会議コピーライター養成講座、映像テクノアカデミア、韓国の中央大学校、崇実大学校、東国大学校、中国の同済大学、中国伝媒大学などの講師も務めた。現在は博報堂海外拠点での研修講師とワークショップの開催などCREATIVE INSTRUCTORを務めている。2016年からはOCC主催の「垂水の広告遺言塾」を開催し好評を博している。

## 人物
- 日本、韓国でコピーライター・CMディレクター・CDとして数々の足跡を残した広告クリエーティブディレクター。
- TVCM の最高峰ACC賞（全日本CM協議会）スポット大賞、カンヌ国際広告賞10作品、クリオ賞、IBA賞、フジサンケイ広告大賞、よみうり広告大賞、電通賞制作者賞、NYADC賞、韓国NO.1CM.comグランプリなど、世界での広告賞の受賞は200作品を超える。
- TVCMの演出家としても220作品を手がける。
- 作詞家でもあり、石川さゆりに歌詞を提供したこともある（朱夏／夏娘／夏、嬉しいね）。
- 2010年博報堂フェロー、W・Wグローバルクリエーティブディレクターとして海外で多くのクリエーティブワークショップを開催。
- 日本広告学会会員。
- 2016年から「垂水の広告遺言塾」を日本各地で連続的に開催。

## 活動
- 2004年　カンヌ国際広告祭
- 2004年　韓国KAFF ソウル講演
- 2005年　大阪コピーライターズクラブ賞特別審査委員長
- 2007年　アジアパシフイック広告祭
- 2008年, 2009年　香港・ソウル・広州・バンコック・北京・クアラルンプール・デリーにてクリエーティブワークショップを開催
- 2010年　京都造形芸術大学で広告を教える。芸術大学初の漫才の授業を行った。
- 2016年　「垂水の広告遺言塾」を開催。

## 受賞
- ACC賞グランプリ、ACC賞70作品以上
- TCC賞
- OCC賞
- 電通賞制作者賞
- サントリー奨励賞
- よみうり広告大賞
- フジサンケイ広告大賞
- 朝日広告賞
- 毎日広告デザイン賞
- カンヌ国際広告賞（金賞・銀賞・銅賞12作品受賞）
- クリオ賞
- IBA賞
- NYアートディレクター賞
- 韓国NO.1CM.comグランプリ

ほか多数